# مركز معلومات شبكات المرافق بالقليوبية
أنشأ مركز معلومات شبكات المرافق بالقليوبية، للحد من ظاهرة الحفر العشوائي بالمحافظة وللحفاظ على البنية التحتية (المرفق العمومي) في نطاق محافظة القليوبية، حيث يتم استخدام الاجهزة الاكتشافية والمساحية وتكون تحت إشراف المهندسين المختصين بذلك ويعاونهم في ذلك فنيين المساحة وفنيين الاكتشاف وكذلك يستخرج المركز الخرائط المساحية ويمتلك المركز خرائط مساحية للشبكة الارضية بالكامل مبين بها جميع المرافق على مستوى محافظة القليوبية.

## تاريخ النشأة
مركز معلومات الشبكات هو جهة خدمية حكومية مصرية تدار بشكل اقتصادي تابع لوزارة التنمية المحلية ومقره في بنها عاصمة محافظة القليوبية، تأسس المركز عام 1997 علي يد محافظ الإقليم في ذلك الوقت المستشار/عدلي حسين بالقرار رقم (2197) لسنة 1997، وهو من المشروعات التابعة لحساب صندوق الخدمات والتنمية المحلية في محافظة القليوبية، فقد تم إنشاء المركز ليكون الجهاز الخدمي المنوط به الكشف عن كافة المرافق تحت الأرض في نطاق محافظة القليوبية، ومنوط به الحفاظ على الاستثمارات في البنية الأساسية التي تقدر بملايين الجنيهات، ويعد مركز معلومات الشبكات بالقليوبية هوا ثاني المراكز استخداماَ لنظم المساحة والمعلومات الجغرافية GIS في مجال البنية التحتية والمرافق في جمهورية مصر العربية.

## الأهداف الإستراتيجية
- منع الحفر العشوائي تأمينًا للمرافق وحماية للبيئة.
- معاونة المقاولين وهيئات وشركات المرافق في تنفيذ أعمال الحفر دون أي إتلاف أو تدمير للمرافق الأخرى تحت أشراف مهندسين من أطقم العمل الميداني بالمركز.
- الرفع الدقيق لشبكات المرافق الحالية ومتابعة تسجيل أي تطورات جديدة تطرأ عليها.
- إنشاء قاعدة بيانات ومعلومات لجميع المرافق وعناصر البنية الأساسية (تحتية وفوقية) مع استمرار تحديث هذه البيانات ووضعها في صورة مساحية دقيقة وعلى خرائط (رقمية وورقية).
- إنشاء قاعدة بيانات إحصائية لتوصيف الشـوارع والطرق والمنشات القائمة والأراضي الفضاء والزراعية وعمل خرائط وصفيـة لها.
- إنشاء قاعدة بيانات لمسارات شبكات المرافق مع تحديثها بصفة دورية ومستمرة.
- حماية استثمارات المرافق في باطن الأرض والتي وصلت إلى مليارات الجنيهات واستمرار عملها في خدمة مواطني العاصمة.
- التنسيق مع هيئات وشركات المرافق ومديرية وشركات الإسكان ومديرية الطرق والهيئة القومية للأنفاق.
- إمداد مخططة العاصمة والمكاتب الاستشارية وهيئات المرافق والقيادات التنفيذية بالبيانات الدقيقة والمتكاملة من خرائط مرافق فوق وتحت الأرض لمشروعات البنية الأساسية.
- الإشراف على إنشاء مراكز معلومات مماثلة بالمحافظات وتدريب الكوادر البشرية وتقديم الدعم الفني.
- فض اشتباكات وتداخل المرافق وحماية أملاك الدولة.

## ملفات عمل المركز
1. إصدار الموافقات والتراخيص الفنية لأعمال الحفر فوق وتحت الأرض.
2. عمل الخرائط المساحية.
3. متابعه أعمال الحفر.
4. تنفيذ أعمال التدريب للعناصر الداخلية والخارجية على الأعمال المساحية والاكتشاف والبرامج الجديدة.